# الخريت بن راشد
الخريت بن راشد الناجي (30 ق هـ - 38 هـ / 592 - 658م): صحابي، والي، ثائر، من الزعماء الشجعان المقدمين، من أهل عُمان. وزعم ابن الفرات أن اسمه الحارث بن راشد. ثبت على إسلامه في الردة، وكان علي بني ناجية في حروب الردة بعمان. شهد الفتوح الإسلامية في فارس وكان له أحسن البلاء، فولاه عثمان بن عفان كور فارس. ثم أقره علي بن أبي طالب على الأهواز في أعقاب الجمل.
وكان الخريت على مضر في معركة الجمل مع طلحة بن عبيد الله والزبير بن العوام. ثم قدم إلى علي بن أبي طالب في ثلاث مئة من بني ناجية في أعقاب الجمل، واعلن انضمامه وقومه إليه، فولاه الأهواز، وشهد مع قومة معركة صفين. ولما كان التحكيم فارق الخريت عليًا وخرج بمن معه إلى الأهواز. فاجتمع إلى الخريت كثير من العرب المسلمين ونصارى كانوا تحت الجزية، فأمر العرب بإمساك صدقاتهم والنصارى بإمساك الجزية. فسير عليّ معقل بن قيس وجهز معه جيشا لقتاله. فكانت المعركة في رامهرمز، ثم خرج الخريت من المعركة منهزماً حتي لحق بساحل بحر عُمان (الخليج العربي). فلحق به معقل، ونصب راية مناديًا: من لحق بها فهو آمن، فانصرف إليها كثير من أصحاب الخريت، فانهزم، وقتله النعمان بن صبهان الراسبي. فسبي بني ناجية وفعل بهم أفاعيل شنيعة، حتى أن خليفة بن خياط استشنع ذكرها، وقال: «وفيها - سنة 37 هـ -  كان أمر علي وبني ناجية ومصقلة بن هبيرة، لهم حديث نكره ذكره».ولما مر سبي بني ناجية على مصقلة بن هبيرة، استشنع ما فعله جيش علي في بني ناجية، وكان رحيما جوادًا، فعرض شراء السبي من معقل، فباعهم معقل إلى مصقلة مقابل نصف مليون دينار، فأعتقهم مصقلة بأجمعهم، فمضوا حتى لحقوا ببلادهم عُمان. وعلى أثر ذلك، عين علي بن أبي طالب معقل بن قيس على الأهواز مكان خريب، وعزل مصقلة عن عمله وأحرق داره، فهرب إلى الشام. ولأبو مخنف «كتاب الخريت بن راشد وبني ناجية».

## النسب
- هو: الخريت بن راشد بن عوف بن قيس بن حيان بن جابر بن قطبة بن الحارث بن عبد البيت بن سامة بن لؤي بن غالب من قريش.[10]فولد الخريت ثلاثة أبناء هم: بلال، وسربال، والمسربل وهو من أشتهر من بنوه.[11]
- ابنه: المسربل بن الخريت بن راشد (نحو 30 هـ - بعد 105 هـ): كان غلاماً لما قتل أبيه، ونجئ المسربل، وسُبي هو وأسرته وقومه، فأعتقهم مصقلة بن هبيرة. ولما آلت الخلافة لبني أمية، كان المسربل من ذوي الجاه والمال في زمانهم، وهو من فاتحي بلاد الترك أيام يزيد بن عبد الملك.[12]وكان فاتح منطقة خزر، وهو من صالح ملكها.[13][14]

روى ابن الكلبي وغيره أن سامة فقأ إحدى عيني أخيه كعب بن لؤي، وخرج هاربا. فأتى عمان، فتزوج ناجية بنت جرم بن ربان من قضاعة، فأنجبت عبد البيت، وهم بني ناجية في عمان. ويلتقي الخريت مع النبي في الجد التاسع لؤي بن غالب.

## إسلامه
وفد الخريت على رأس قومه بني سامة بن لؤي - بني ناجية - إلى رسول الله ﷺ بعد فتح مكة وحنين في أواخر سنة 8 هـ، وفي ذلك قال ابن الأثير: «لقي الخريت بن راشد الناجي رسول الله صلى الله عليه وسلم بين مكة والمدينة، في وفد بني سامة بن لؤي فاستمع منهم، وأشار إلى قوم من قريش فقال: هؤلاء قومكم فانزلوا عليهم».
وروى أبو داود الطيالسي وأحمد بن حنبل بسندهم قالوا: «إن بني ناجية ذكروا عند النبي صلى الله عليه وسلم، فقال : هم حي مني».

## دوره في حروب الردة
بعث أبي بكر الصديق إلى عمان عرفجة بن هرثمة وعكرمة بن أبي جهل مددًا لجيفر وعبيد ابني ملك عمان الجلندي لقتال رأس المرتدين لقيط بن مالك الأزدي في دبا، فلما وصل عرفجة وعكرمة صحار في عمان، بعثا إلى القبائل التي ثبتت على الولاء للخليفة والإسلام وهم بني ناجية وعبد القيس، قال ابن خلدون: «بلغ لقيطا مجئ الجيوش فعسكر بمدينة دبا. وعسكر جيفر وعبيد بصحار. واستقدموا عكرمة وحذيفة وعرفجة. وكاتبوا رؤساء الدين، فقدموا بجيوشهم».
تحرك جيش الخليفة أبي بكر الصديق بقيادة عكرمة وعرفجة ومن معهم من صحار إلى أن وصلوا دبا، فانضموا إلى جيش حذيفة بن محصن، وقاتلوا المتمردين في منطقة دبا قتالا عنيفاً دون غلبة، ثم اتاهم مدد بني ناجية وعبد القيس عليهم الخريت بن راشد وصعصعة بن صوحان، فانتصروا على جيش لقيط، وفي ذلك قال ابن حجر: «كان بعمان لقيط بن مالك الأزديّ، فادّعى النّبوة، فقاتل‌ عكرمة وعرفجة وجيفر وعبيد فاستعلاهم، فأتى المسلمين مدد من بني ناجية وعبد القيس عليهم الخريت بن راشد وصعصعة بن صوحان العبديّ، فقوي المسلمون، وانهزم لقيط، وقتل‌».وقال الطبري:«جاءت المسلمين موادهم العظمى من بني ناجية وعليهم الخريت بن راشد، ومن عبد القيس وعليهم سيحان بن صوحان، وشواذب عمان من بني ناجية وعبد القيس، فقوى الله بهم أهل الإسلام، ووهن الله بهم أهل الشرك؛ فولى المشركون الأدبار».

## دوره في خلافة عمر وعثمان
شهد الخريت بن راشد فتوح فارس، ولكن المصادر المتوفرة لم تذكر له دوراً بارزاً. وفي سنة 17 هـ، كتب عثمان بن أبي العاص والي عمان والبحرين إلى عمر بن الخطاب يستأذنه أن يعبر إلى فارس بعد أن بلغه أن بشطوط سيراف وفارس عددا من القوات من جهة الملك يزدجر بن كسرى، وكان ذلك بعد وقعة جلولاء بيسير، فخشي عمر أن تقوى شوكتهم. فكتب عمر بن الخطاب إلى عثمان بن أبي العاص بأن سر واقطع البحر إلى فارس.
فندب عثمان بن أبي العاص الناس، وانتدب إليه ثلاثة آلاف، ويقال الفان وستمائة من: الأزد، وبني ناجية، وعبد القيس. وكان رأس بني ناجية الخريت بن راشد الناجي. وعبر بهم عثمان بن أبي العاص من جلفار في السفن إلى جزيرة كاوان وهي اليوم قشم. وفيها قائد العجم، فسالم عثمان ولم يقاتله. وكاتب في وقته يزدجرد، فكتب يزدجر إلى عظيم كرمان إن اقطع إلى جزيرة بني كاوان، فخل بين العرب الذين بها وبين اخوانهم. فقطع في ثلاثة آلاف أو أربعة من هرمز إلى رأس القشم. فلقيه عثمان بن أبي العاص في جزيرة القشم، فعبروها، واقتتلوا قتالا شديدا، وانهزم قائدهم شهرك. ثم اتجه عثمان وجيشه إلى أرض فارس وفتحوا الأعمال التي على ساحل البحر ونزلوا توج في سنة 19 هـ، واستولوا عليها وأقاموا فيها. ثم فتحوا ريشهر وباقي أعمال فارس يعاونهم أبو موسى الأشعري في خلافة عمر بن الخطاب.
وكان الخريت بن راشد شجاعا، ولاه عثمان بن عفان وأخيه كور فارس سنة تسع وعشرين، وقال المدائني عن الخريت: «اُستعمل على كور فارس في خلافة عُثْمان بن عَفَّان»،
وقال سيف بن عمر في سنة 29 هـ: «والخرّيت بن راشد من بني سامة والمنجاب بن راشد والترجمان الهجيمي على كور فارس». وقال ابن حجر: «ذكره وأخاه منجاب بن راشد أبو الحسن المدائني وسيف بن عمر فيمن استعمل على كُوَر فارس في خلافة عثمان».

## دوره خلافة علي بن أبي طالب

### يوم الجمل

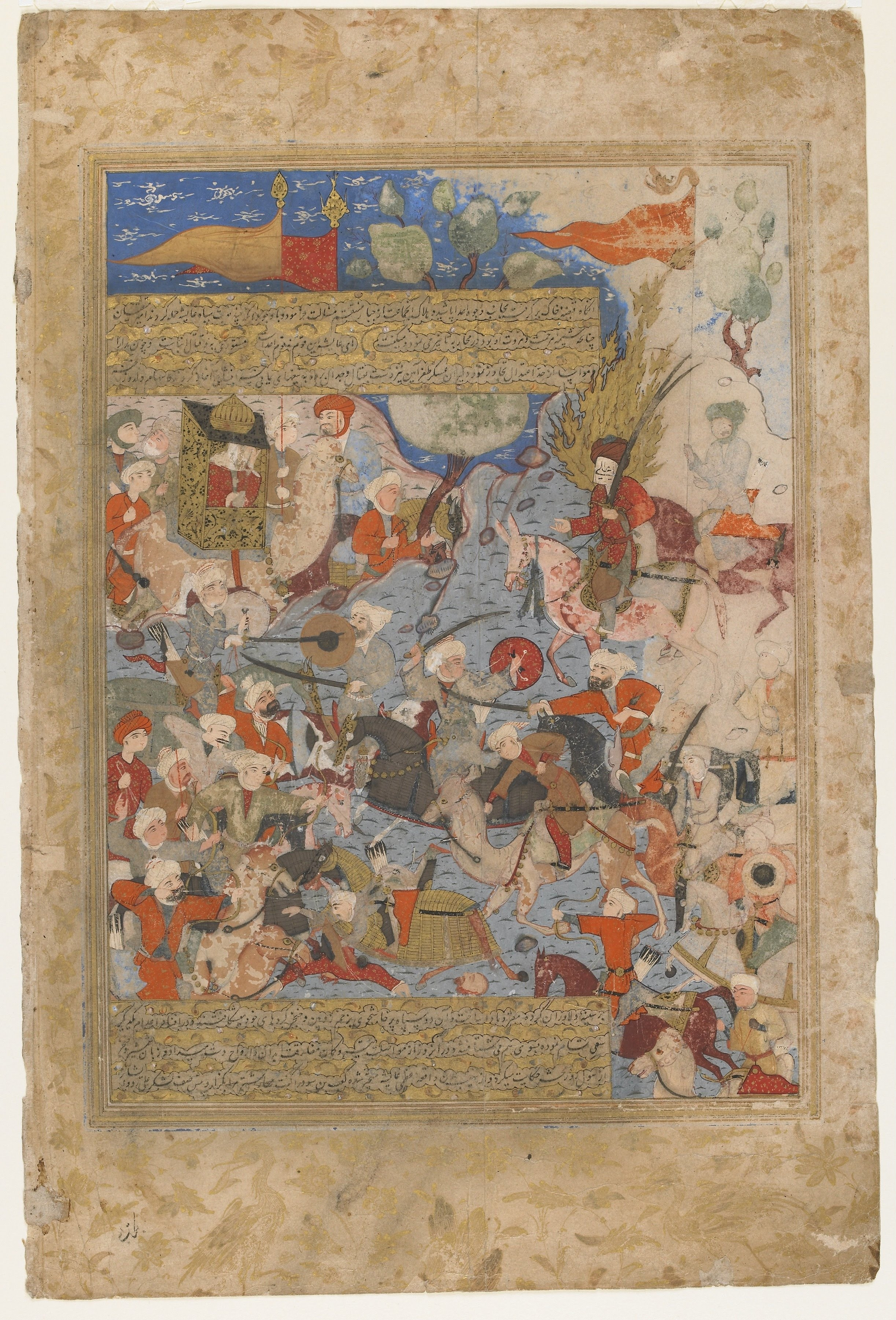
لوحة تصور يوم الجمل.

كان الخريت بن راشد في وقعة الجمل على مضر كلها مع عائشة بنت أبي بكر والزبير بن العوام وطلحة بن عبيد الله، وكان الخريت من القادة يومها، وفي ذلك روى سيف بن عمر: «على مضر الخرّيت بن راشد».وروى ابن الأثير عن الزبير بن بكار قال: «قال الزبير: وكان الخريت عَلَى مضر يَوْم الجمل مع طلحة والزبير». وكان الخريت عثمانيًا متحمساً، وكان لبني ناجية يومها أعظم البلاء، وكانوا ميسرة الجيش، فمرت بهم عائشة بنت أبي بكر وقالت «بخ بخ»، وهي مقولة تقال عند الرضا والفخر والإِعجاب، قال الطبري: «أقبلت - عائشة - على كتيبة بين يديها، فقالت: من القوم؟ قالوا: بنو ناجية، قالت: بخ بخ! سيوف أبطحيّة، وسيوف قرشيّة، فجالدوا جلادًا يتفادى منه».

### وقعة صفين
شهد الحريث مع علي بن أبي طالب وقعة صفين، وكان أحد الذين قاتلوا علي ثم انضموا إليه من أمثال زيد بن جلبة وصبرة بن شيمان. قال أبو مخنف: «جَاءَ الخريت بن راشد إلى علي - وكان مع الخريت ثلاثمائة رجل من بني ناجية مقيمين مع علي بالكوفة، قدموا معه مِنَ البصرة، وكانوا قد خرجوا إليه - عادوا - يوم الجمل، وشهدوا معه صفين والنهروان».وفي هذه الرواية تناقض، حيث أجمع المؤرخون أن الحريث شهد صفين وانتفض على أثر الحكمين، أي أنه لم يشهد النهروان كما زعم أبو مخنف.

## الثورة
بعد وقعة الحكمين بين على ومعاوية. جاء الخريت إلى علي، وخلع بيعته، وأعلن تأييده رأي أبو موسى الأشعري في إنتخاب خليفة جديد بالشورى، وفي ذلك قال ابن أبي الحديد بسنده: «كان الخريت بن راشد الناجي، أحد بنى ناجية، قد شهد مع علي عليه السلام صفين، فجاء إلى علي عليه السلام بعد انقضاء صفين، وبعد تحكيم الحكمين في ثلاثين من أصحابه، يمشى بينهم حتى قام بين يديه، فقال: لا والله لا أطيع أمرك، ولا أصلى خلفك، وإني غدا لمفارق لك... فخرج الخريت من عنده منصرفا إلى أهله».
وقد كان الخريت عثمانيًا يطالب في دم عثمان، فكان يرى بتسليم قتلة عثمان، أمثال الأشتر، وحدث بينه وبين زياد بن خصفة التيمي حديث وهو خارج إلى البصرة، وفي ذلك قال البلاذري: «لحقهم زياد بالمزار، وقد أقاموا هناك ليستريحوا ويرتحلوا، فكره زياد حربهم على تلك الحال، ثم دعا زياد الخريت إلى أن ينتبذا ناحية فيتناظرا، فتنحيا حجرة مع كل واحد منهما خمسة من أصحابه، فسأل زياد الخريت عَن الذي أخرجه إِلى ما فعل؟ فقال: لم أرض صاحبكم ولا سيرته، فرأيت أن أعتزل وأكون مع من دعا إِلى الشورى، فسأله أن يدفع إِلَيْهِ قتلة الرجل المصلي، فأبي ذلك وقال: مَا إِليه سبيل، فهلا أسلم صاحبك قتلة عُثْمَان؟».تقاتل الخريت وزياد على أثر تلك المناظرة، ثم كفوا عن أنفسهم القتال. فاتجه الخريت إلى البصرة وحمل قومه وخرج بهم إلى الأهواز، وهناك وقعة عدة وقائع انتهت بمقتل الخريت وسبي قومه، وفي ذلك قال ابن حجر:« كان مع علي حتى حكم الحكمين، ففارقه إلى بلاد فارس، مخالفًا؛ فأرسل عليّ إليه مَعقل بن قَيْس، وجَهّز معه جيشًا، فحشد الخِرِّيت مَنْ قدر عليه من العرب والنّصارى، فأمر العرب بِمَنْعِ الصّدقة والنّصارى بمنع الجِزية؛ وارتدّ كثير مِمّن كان أسلم من النّصارى، فقاتلهم مَعْقل ونَصب رايةً ونادى: مَنْ لحق بها فهو آمن، فانصرف إليها كثير من أصحاب الخِرّيت، فانهزم الخريت، فقُتِل».
وقد أجمعت الروايات أن معقل بن قيس الرياحي بعد أن قتل الخريت سبى النساء والذراري من بني ناجية، فعرض عليه مصقلة بن هبيرة - وكان جوادًا رحيمًا - شراءهم، فطلب معقل مليون دينارًا، فلم يزل يراوضه حتى باعهم بنصف مليون دينار، وفي ذلك قال ابن أعثم: «كان مصقلة بن هبيرة الشيباني أيضا عاملا لعلي بن أبي طالب على بلد من بلاد الأهواز، فنظر إلى هؤلاء الأسارى - بني ناجية - الذين قد أتى بهم معقل بن قيس، كأنه اتقى عليهم أن يقتلوا، فقال لمعقل: ويحك يا معقل! هل لك أن تبيعني هؤلاء الأسارى ولا تمضي بهم إلى أمير المؤمنين؟ فإني خائف أن يعجل عليهم بالقتل. قال معقل: قد فعلت فاشترهم مني إذا حتى أبيعك. قال له مصقلة: قد اشتريتهم منك بخمسمائة ألف درهم، قال: قد بعتك فهات المال! فقال مصقلة: غدا أعطيك المال. فسلم إليه معقل بن قيس الأسارى، فأعتقهم مصقلة بأجمعهم، فمضوا حتى لحقوا ببلادهم».فلما حرر مصقلة بن هبيرة بني ناجية طلبه علي بن أبي طالب، وألتجا بمعاوية، فأحرق علي داره، وفي ذلك قال اليعقوبي: «سبى - معقل - بني ناجية، فاشتراهم مصقلة ابن هبيرة الشيباني، وأنفذ بعض الثمن. ثم هرب إلى معاوية، وأمر علي بهدم داره، وأنفذ عتق بن ناجية».
وعن ثورة الخريت، حكى ابن الأثير عن الزبير بن بكار مختصرًا قال: «كان الخريت على مُضَر يوم الجمل مع طلحة والزبير - وكان عبد اللّه بن عامر قد استعمل الخريت بن راشد على كُورَة من كور فارس - ثم كان مع علي، فلما وقعت الحكومة فارق عليًا إلى بلاد فارس مخالفًا، فأرسل علي إليه جيشًا واستعمل على الجيش معقل بن قيس وزياد بن خصفة، فاجتمع مع الخريت كثير من العرب ونصارى كانوا تحت الجزية، فأمر العرب بإمساك صدقاتهم والنصارى بإمساك الجزية، وكان هناك نصارى أسلموا، فلما رأوا الاختلاف ارتدوا وأعانوه، فلقوا أصحاب علي وقاتلهم، فنصب زياد بن خصفة راية أمان، وأمر مناديًا فنادى: من لحق بهذه الراية فله الأمان، فانصرف إليها كثير من أصحاب الخريت، فانهزم الخريت فقتل».